# Президент Хорватії
Президе́нт Респу́бліки Хорва́тія (хорв. Predsjednik Republike Hrvatske) — глава держави Хорватія. Виконує переважно церемоніальні функції, а також керівництво армією та дипломатією.

## Порядок обрання
Президент Хорватії обирається всенародно таємним голосуванням за системою двох турів на 5 років і не може бути переобраний понад один раз. Після обрання новий президент повинен залишити членство в політичній партії.

## Порядок заміщення
У разі смерті, відставки чи відсторонення від посади президента його повноваження до нових виборів переходять до голови парламенту. Президент також може сам доручити останньому тимчасове виконання своїх повноважень у разі власної нездатності.

## Список президентів Хорватії з1990року
| Ім'я                           | Ім'я | Строк повноважень                                 | Політична партія                      | Примітки                                             |
| ------------------------------ | ---- | ------------------------------------------------- | ------------------------------------- | ---------------------------------------------------- |
| Президенти Республіки Хорватія |      |                                                   |                                       |                                                      |
| Франьо Туджман                 |      | 22 грудня 1990 — 10 грудня 1999 (помер на посаді) | Хорватська демократична співдружність |                                                      |
| Влатко Павлетич                |      | 26 листопада 1999 — 2 лютого 2000                 | Хорватська демократична співдружність | Виконувач обов'язків (за Туджмана до 10 грудня 1999) |
| Златко Томчич                  |      | 2 лютого 2000 — 18 лютого 2000                    | Хорватська селянська партія           | Виконувач обов'язків                                 |
| Степан Месич                   |      | 18 лютого 2000 — 18 лютого 2010                   | Безпартійний                          |                                                      |
| Іво Йосипович                  |      | 18 лютого 2010 — 15 лютого 2015                   | Соціал-демократична партія Хорватії   |                                                      |
| Колінда Грабар-Китарович       |      | 15 лютого 2015 — 18 лютого 2020                   | Хорватська демократична співдружність |                                                      |
| Зоран Миланович                |      | з 19 лютого 2020                                  | Соціал-демократична партія Хорватії   |                                                      |